# Aftershock: Earthquake in New York
Aftershock: Earthquake in New York (br: Nova York em Pânico / pt: Nova Iorque em Pânico) é um telefilme dos Estados Unidos dirigido por Mikael Salomon e lançado em 1999.